# Новас, Тамар
Тамар Новас Пита (исп. Tamar Novas Pita; род. 3 октября 1986, Сантьяго-де-Компостела) — испанский актёр.
Начал сниматься в кино в возрасте 11 лет, когда был замечен режиссёром Хосе Луисом Куэрдой во время кастинга к фильму «Язык бабочки», где он сыграл второстепенного персонажа по имени Роке. Его первой работе в телевизионном сериале, стала «Жизнь ради», снятая в Галисии.
Лауреат премии Гойи и Союза актёров и актрис за лучший актёрский дебют в фильме Алехандро Аменабара «Море внутри» (2004). Впоследствии он работал в таких фильмах, как «Разомкнутые объятия» Педро Альмодовара (2009), «Пляж утопленников» Херардо Эрреро (2015) и «Элиза и Марсела» Изабель Койшет (2019). Дважды побеждал в номинациях премии Местре Матео (2023, 2024).
С 2012 по 2022 год находился в отношения с актрисой Белен Куэста.

## Фильмография
| Год       |   | Русское название             | Оригинальное название           | Роль                   |
| --------- | - | ---------------------------- | ------------------------------- | ---------------------- |
| 1999      | ф | Язык бабочки                 | La lengua de las mariposas      | Роке                   |
| 2004      | ф | Море внутри                  | Mar adentro                     | Хави                   |
| 2009      | ф | Разомкнутые объятия          | Los abrazos rotos               | Диего                  |
| 2014      | ф | Осень без Берлина            | Un otoño sin Berlín             | Диего                  |
| 2016—2017 | с | Карлос, король и император   | Carlos, rey emperador           | Жуан III               |
| 2017      | с | Министерство времени         | El ministerio del tiempo        | Густаво Адольфо Беккер |
| 2019      | ф | Элиза и Марсела              | Elisa y Marcela                 | Андрес                 |
| 2019      | с | Открытое море                | Alta mar                        | Себастьян              |
| 2021      | ф | 1000 километров до Рождества | A 1000 kilómetros de la navidad | Рауль                  |
| 2022      | ф | Открытое тело                | O corpo aberto                  | Мигель                 |
| 2023      | ф | Прыжок в будущее             | ¡Salta!                         | Оскар                  |
| 2023      | ф | Нигде                        | Nowhere                         | Нико                   |
| 2024      | ф | Искусственное правосудие     | Justicia artificial             | Брейс                  |
| 2025      | ф | 8                            | 8                               |                        |
| 2025      | ф | Рондаллас                    | Rondallas                       |                        |